# Vådbund
Vådbund er en betegnelse for områder, hvor jorden er mættet med vand. Jorden kan fx være mættet pga. et højere grundvandsspejl.
Mange planter har brug for lufttilførsel (specielt ilt) i en mindre eller større dybde ned i jorden. I vandmættet jord forhindrer vandet luften fra at trænge ned. Især konventionelt agerlandbrug oplever mange vanskeligheder ved jord, som er mættet af vand. Af denne grund kaldes midlertidig vådbund også vandlidende jord.

## Danmarks lysåbne urskove stod i "vandlidende" jord
Andre planter tolererer udmærket at vokse i vandmættet jord - de lider altså ikke. Heriblandt findes flere af de ældste træarter, som hører hjemme i Danmark: Eg, El, Birk, Pil m.fl.
Faktisk er forskerne enige om, at danske skove før i tiden var fyldt af områder med vådbund, dvs. sumpede områder med dele, der blev oversvømmet hvert forår. Det er et ret sent fænomen, at forstfolkene har drænet skovparterne og skabt fast bund i skoven.
Vådbunden har optaget betydeligt større dele af skovarealerne end tidligere antaget: 20-25 pct. af landfladen. Dette har altså givet en del lysåben vådbund i urskoven.

## Planter der tolererer vandlidende jord
- Stilk-Eg
- Vinter-Eg
- Elle-slægten, især Rød-El